# LV Corpo de Exército (Alemanha)
O LV Corpo de Exército (em alemão:LV. Armeekorps) foi um Corpo de Exército alemão que operou durante a Segunda Guerra Mundial.

## Comandantes
| Comandante                                | Data                                           |
| ----------------------------------------- | ---------------------------------------------- |
| General der Infanterie Erwin Vierow       | 1 de janeiro de 1941 - 14 de fevereiro de 1943 |
| General der Infanterie Erich Jaschke      | 1 de março de 1943 - 6 de outubro de 1943      |
| General der Infanterie Friedrich Herrlein | 6 de outubro de 1943 - ? de março de 1944      |
| General der Infanterie Horst Großmann     | ? de março de 1944 - ? de maio de 1944         |
| General der Infanterie Friedrich Herrlein | ? de maio de 1944 - 5 de fevereiro de 1945     |
| Generalleutnant Kurt Chill                | 5 de fevereiro de 1945 - 8 de maio de 1945     |

## Área de operações
| Alemanha                       | janeiro de 1941 - junho de 1941 |
| Frente Oriental, setor central | junho de 1941 - janeiro de 1945 |
| Prússia Oriental               | janeiro de 1945 - junho de 1945 |